# سويدش هاوس مافيا
سويدش هاوس مافيا (بالإنجليزية: Swedish House Mafia)‏ أي بيت المافيا السويدي كانت فرقة موسيقى إلكترونية سويدية تأسست الفرقة في سنة 2005 احتلت عدة موسيقاهم المراتب 100 الأولى في عدة دول وأصبحوا من أكثر الوجوه العصرية في الموسيقى الإلكترونية، تتكون الفرقة من 3 أشخاص وهم أكسويل وستيف أنجلو وسباستيان إنغروسو.

## روابط خارجية
- سويدش هاوس مافيا على موقع IMDb (الإنجليزية)
- سويدش هاوس مافيا على موقع ميتاكريتيك (الإنجليزية)
- سويدش هاوس مافيا على موقع روتن توميتوز (الإنجليزية)
- سويدش هاوس مافيا على موقع ميوزك برينز (الإنجليزية)
- سويدش هاوس مافيا على موقع رولينغ ستون (الإنجليزية)
- سويدش هاوس مافيا على موقع أول ميوزيك (الإنجليزية)
- سويدش هاوس مافيا على موقع ديسكوغز (الإنجليزية)